# Shannon Lucid
Shannon Matilda Wells Lucid (Shanghái, China, 14 de enero de 1943) es una bioquímica y astronauta estadounidense actualmente retirada de la NASA. Ha volado en el espacio cinco veces, incluida una misión prolongada a bordo de la estación espacial Mir, en 1996, siendo la única mujer estadounidense que ha servido a bordo del Mir.

## Biografía

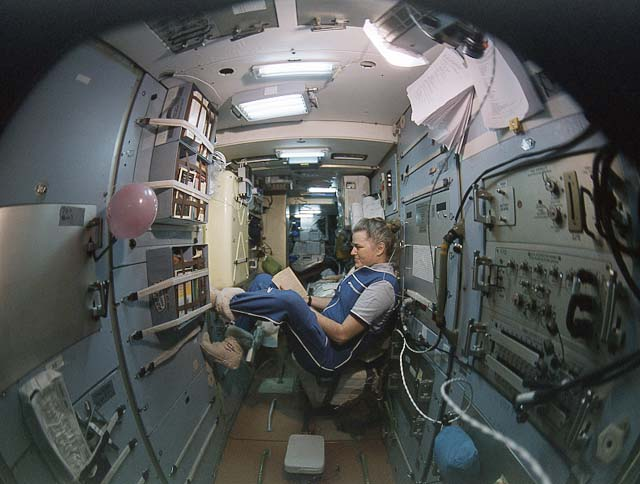
Shannon Lucid durante la misión STS-79, en 1996

Shannon Lucid nació en Shanghái, China, durante una misión de sus padres, Oscar y Myrtle Wells, que eran misioneros bautistas, pero creció en Bethany, Oklahoma y se graduó por la Bethany High School en 1960. Asistió a la Universidad de Oklahoma, donde obtuvo su licenciatura en química en 1963. Y realizó una maestría en bioquímica en 1970, y un Philosophiæ doctor en bioquímica en 1973.
Su experiencia incluye varias asignaciones académicas, tales como asistente de enseñanza en el Departamento de Química de la Universidad de Oklahoma, desde 1963 hasta 1964; técnica superior de laboratorio en la Fundación de Investigación Médica de Oklahoma, de 1964 a 1966; química en la compañía Kerr-McGee, en Oklahoma City, Oklahoma, de 1966 a 1968; asistente del Departamento de Bioquímica y Biología Molecular del Centro de Ciencias de la Salud de la Universidad de Oklahoma desde 1969 hasta 1973 e investigadora asociada de la Oklahoma Medical Research Foundation en Oklahoma, desde 1974 hasta su selección para el programa de capacitación para los estudiantes que se están capacitando como astronautas.

## Carrera en la NASA

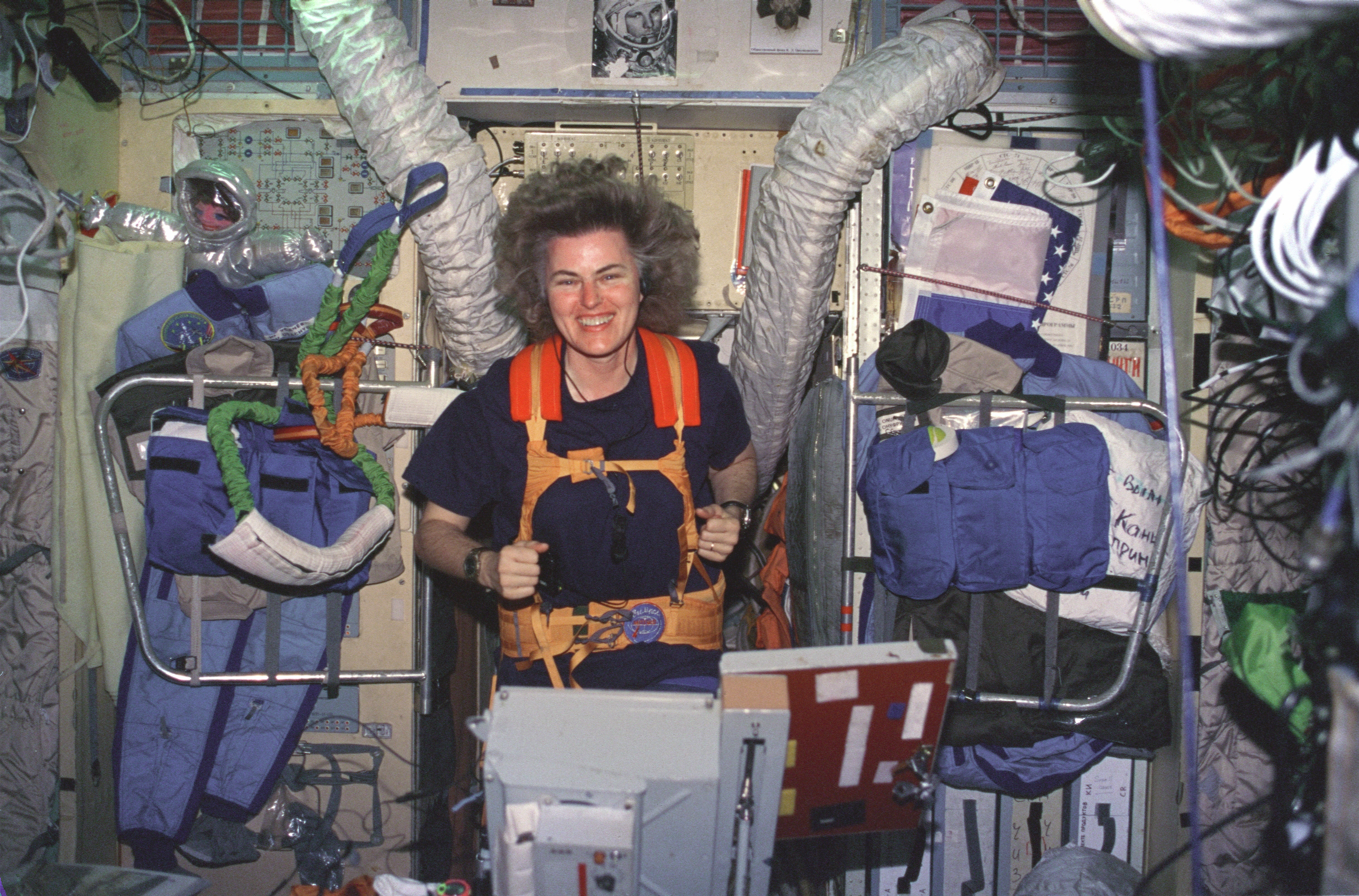
Lucid en el terminal ruso Mir en 1996

En 1978 la NASA promocionó a varias candidatas en respuesta a las nuevas leyes antidiscriminatorias de la época. Ese mismo año Lucid fue seleccionada para formar parte del Cuerpo de Astronautas. De las seis mujeres en esta primera clase con astronautas femeninas, Lucid era la única que era madre en el momento de ser seleccionada.
El primer vuelo espacial de Lucid fue en junio de 1985 en la misión STS-51-G del transbordador espacial Discovery. También voló en misiones STS-34 en 1989, STS-43 en 1991 y la STS-58 en 1993.
Su vuelo más reconocido fue la misión STS-79, cuando pasó 188 días en el espacio, del 22 de marzo al 26 de septiembre de 1996, incluyendo 179 días a bordo del Mir, la estación espacial rusa. Tanto desde como hacia el Mir, viajó en el transbordador espacial Atlantis, que fue lanzado con la misión STS-76 y regresó en la STS-79. No se esperaba que su estadía en el Mir durara tanto, pero su regreso se retrasó dos veces, extendiendo su estadía unas seis semanas. Durante la misión, realizó numerosos experimentos científicos y de ciencias físicas.
Como resultado de su tiempo a bordo del Mir, ocupó el récord de la mayor cantidad de horas en órbita por un no ruso y la mayoría de las horas en órbita por una mujer. El 16 de junio de 2007, Sunita Williams superó su récord de tiempo en el espacio estando en la Estación Espacial Internacional.
De 2002 a 2003, fue la Científica Jefa de la NASA. Comenzando en 2005, Lucid fue comunicadora de cápsula (CAPCOM) en el turno de planificación (durante la noche) en control de misiones para varias misiones de transbordadores espaciales, incluyendo: la STS-114, la STS-116, la STS-118, la STS-120, la STS-122, la STS-124, la STS-125, la STS-126, la STS-127, la STS-128, la STS-129, la STS-130, la STS-132, la STS-133, la STS-134 y la STS-135.
El 31 de enero de 2012, anunció su retiro de la NASA.

### STS-51-G
La STS-51-G Discovery, del 17 de junio al 24 de junio de 1985, fue una misión de 7 días, durante la cual la tripulación desplegó satélites de comunicaciones para México (Morelos), la Liga Árabe (Arabsat) y los Estados Unidos (AT & T Telstar). Utilizaron el sistema Remote Manipulator System (RMS) para desplegar y luego recuperar el satélite SPARTAN, que realizó 17 horas de experimentos de astronomía de rayos X mientras estaba separado del transbordador espacial. Además, la tripulación activó el Horno de Solidificación Direccional Automatizada (ADSF), seis Specials Getaway y participó en experimentos biomédicos. La misión se llevó a cabo en 112 órbitas alrededor de la Tierra en 169 horas y 39 minutos. El aterrizaje fue en Base de la Fuerza Aérea Edwards (EAFB), California.

### STS-34

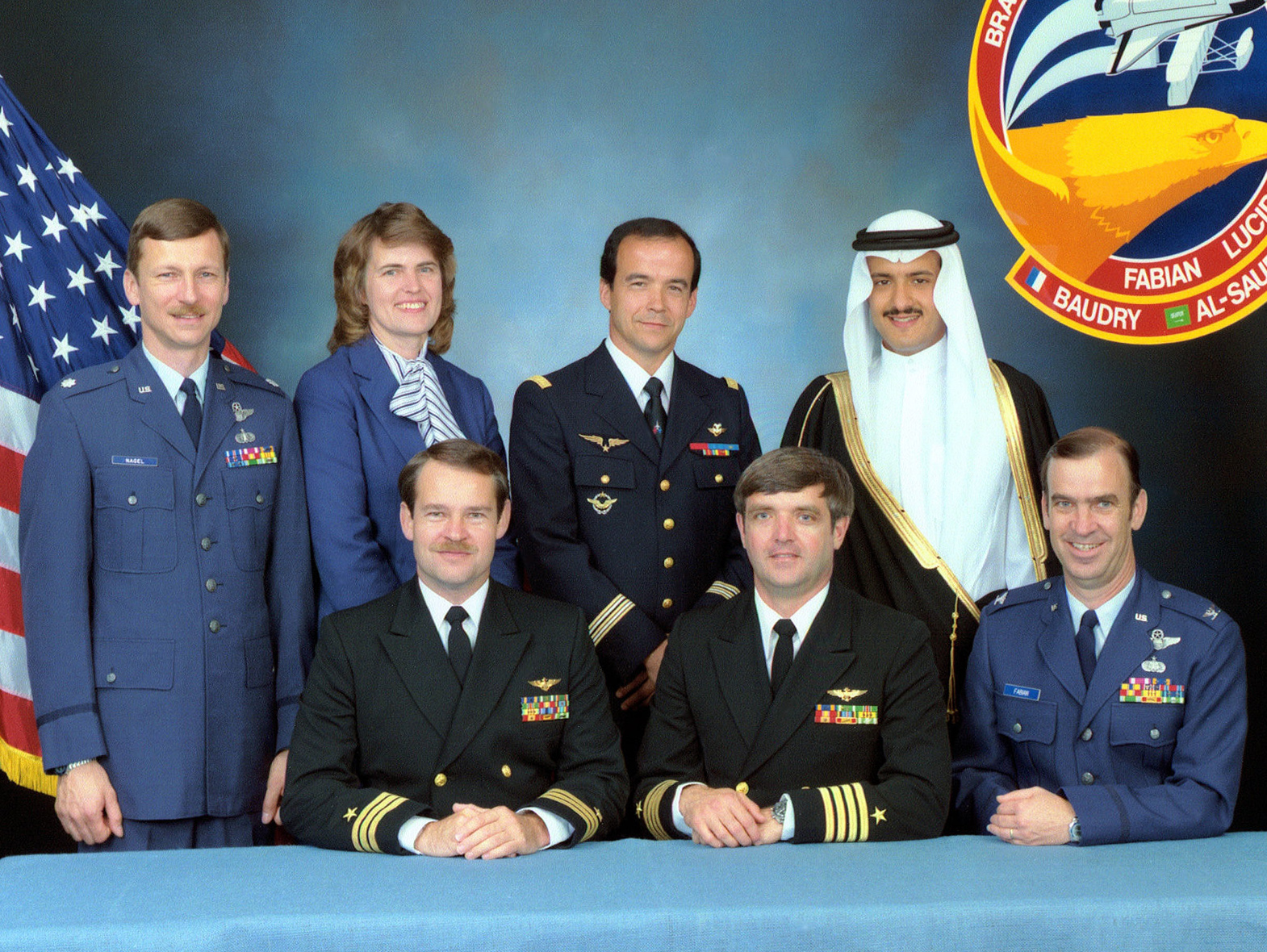
Equipo de la misión STS-51-G, en 1985.

La STS-34 Atlantis, del 18 de octubre al 23 de octubre de 1989 fue una misión de 5 días durante la cual la tripulación desplegó la sonda espacial Galileo, en su viaje para explorar Júpiter, operó el  Shuttle Solar Backscatter Ultraviolet Instrument (SSBUV) para mapear el ozono atmosférico y realizó numerosos experimentos secundarios que incluían mediciones de radiación, morfología de polímeros, investigación de rayos, efectos de microgravedad en plantas y un experimento de estudiantes sobre el crecimiento de cristales de hielo en el espacio. La misión se llevó a cabo en 79 órbitas alrededor de la Tierra, realizadas en 119 horas y 41 minutos. El aterrizaje se realizó en la Base de la Fuerza Aérea Edwards.

### STS-43
La STS-43 Atlantis, del 2 de agosto al 11 de agosto de 1991, fue una misión de 9 días, durante la cual la tripulación desplegó el quinto Satélite de Rastreo y Rastreo de Datos (TDRS-E). El equipo también realizó 32 experimentos físicos de materiales y de ciencias de la vida, principalmente relacionados con el Orbiter de duración extendida y la estación espacial Freedom. La misión se llevó a cabo en 142 órbitas alrededor de la Tierra, realizadas en 213 horas, 21 minutos y 25 segundos. El STS-43 Atlantis fue el octavo transbordador espacial en aterrizar en el Centro espacial John F. Kennedy (KSC).

### STS-58
La STS-58 Columbia, del 18 de octubre al 1 de noviembre de 1993, fue una misión de 14 días, de duración récord que fue reconocida por la administración de la NASA como el vuelo Spacelab más exitoso y eficiente realizado por la NASA. El equipo de la STS-58 realizó experimentos médicos neurovestibulares, cardiovasculares, cardiopulmonares, metabólicos y musculoesqueléticos en sí mismos y en 48 ratas, ampliando nuestro conocimiento de la fisiología humana y animal tanto en la Tierra como en vuelos espaciales. Además, realizaron 16 pruebas de ingeniería a bordo del Orbiter Columbia y 20 experimentos de Extended Duration Orbiter Medical Project. La misión se llevó a cabo en 225 órbitas alrededor de la Tierra, durante 336 horas, 13 minutos y 1 segundo. El aterrizaje se realizó en la Base de la Fuerza Aérea Edwards. Al completar este vuelo, Lucid ya había registrado un total de 838 horas y 54 minutos en el espacio.

### STS-76
La STS-76 Atlantis despegó después de un año de entrenamiento en Star City, Rusia, despegando en el KSC el 22 de marzo de 1996. Luego del atraque, se transfirió a la Estación Espacial Mir. Asignada como ingeniera de tablero 2, realizó numerosos experimentos de ciencia de la vida y ciencias físicas durante el curso de su estancia a bordo del Mir. Su viaje de regreso a KSC se hizo a bordo del STS-79, el 26 de septiembre de 1996. Al completar esta misión, Lucid viajó por el espacio durante 188 días, 4 horas, 0 minutos y 14 segundos.

Emblemas de las misiones
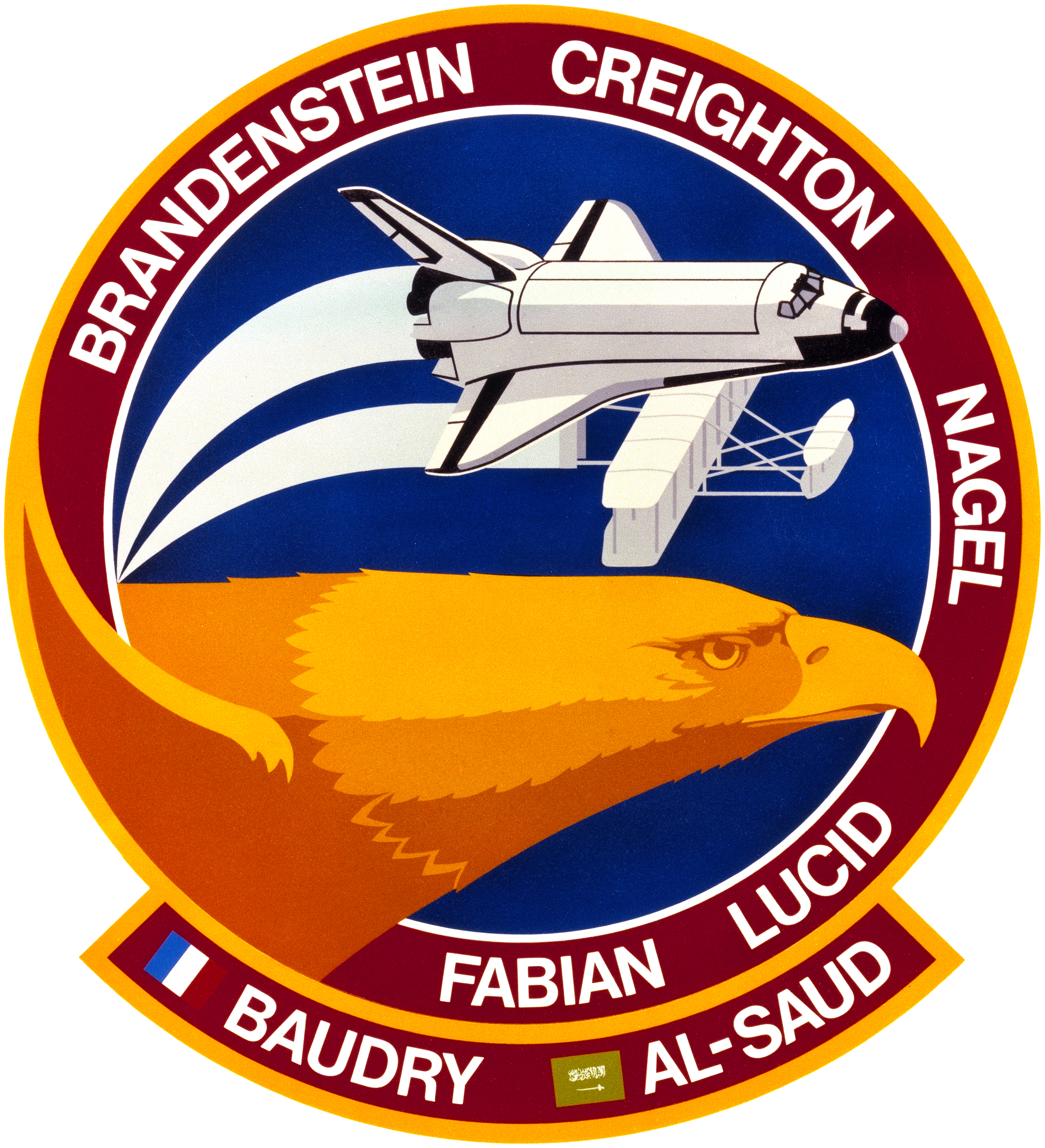
Misión STS-51-G
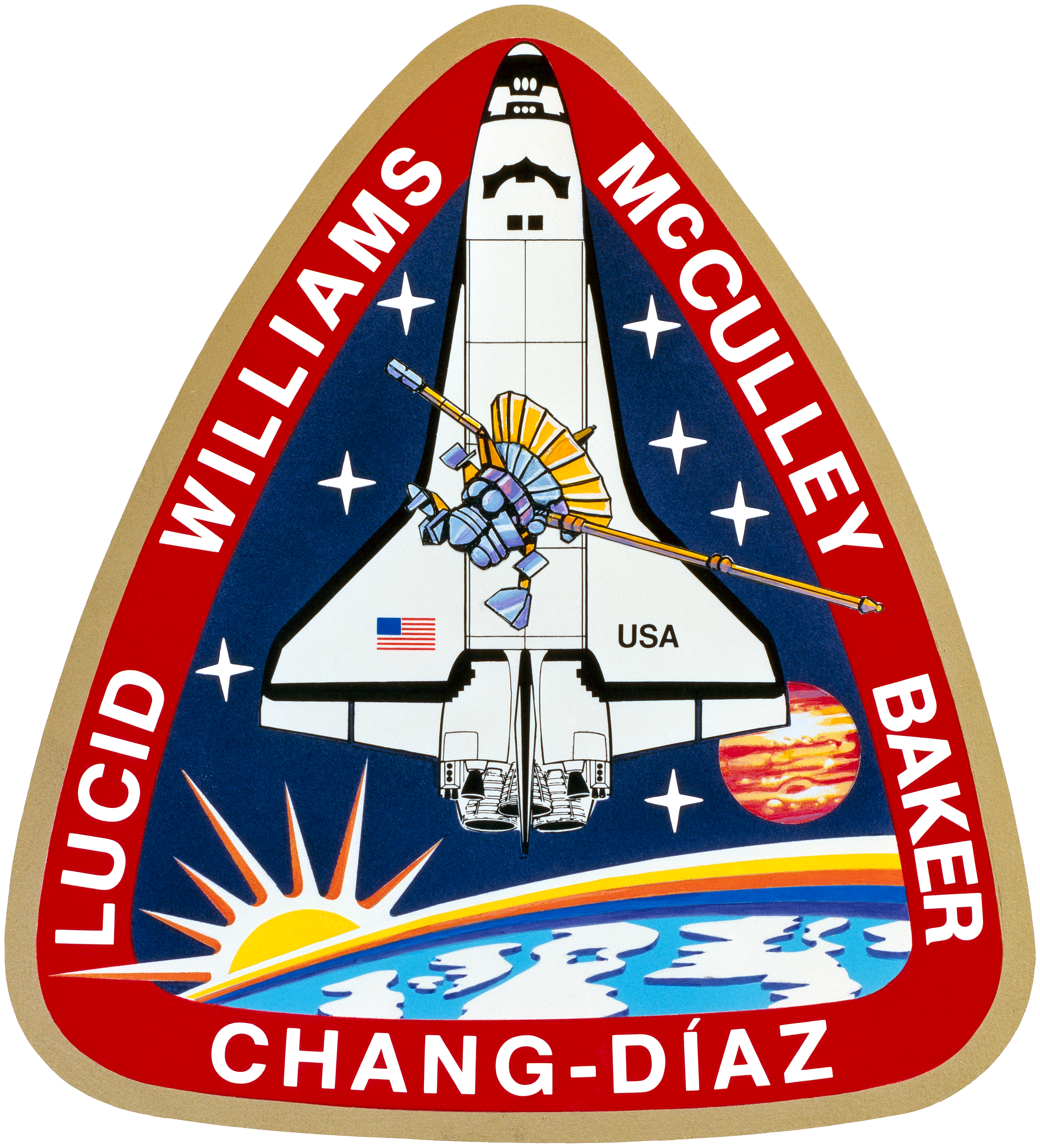
Misión STS-34
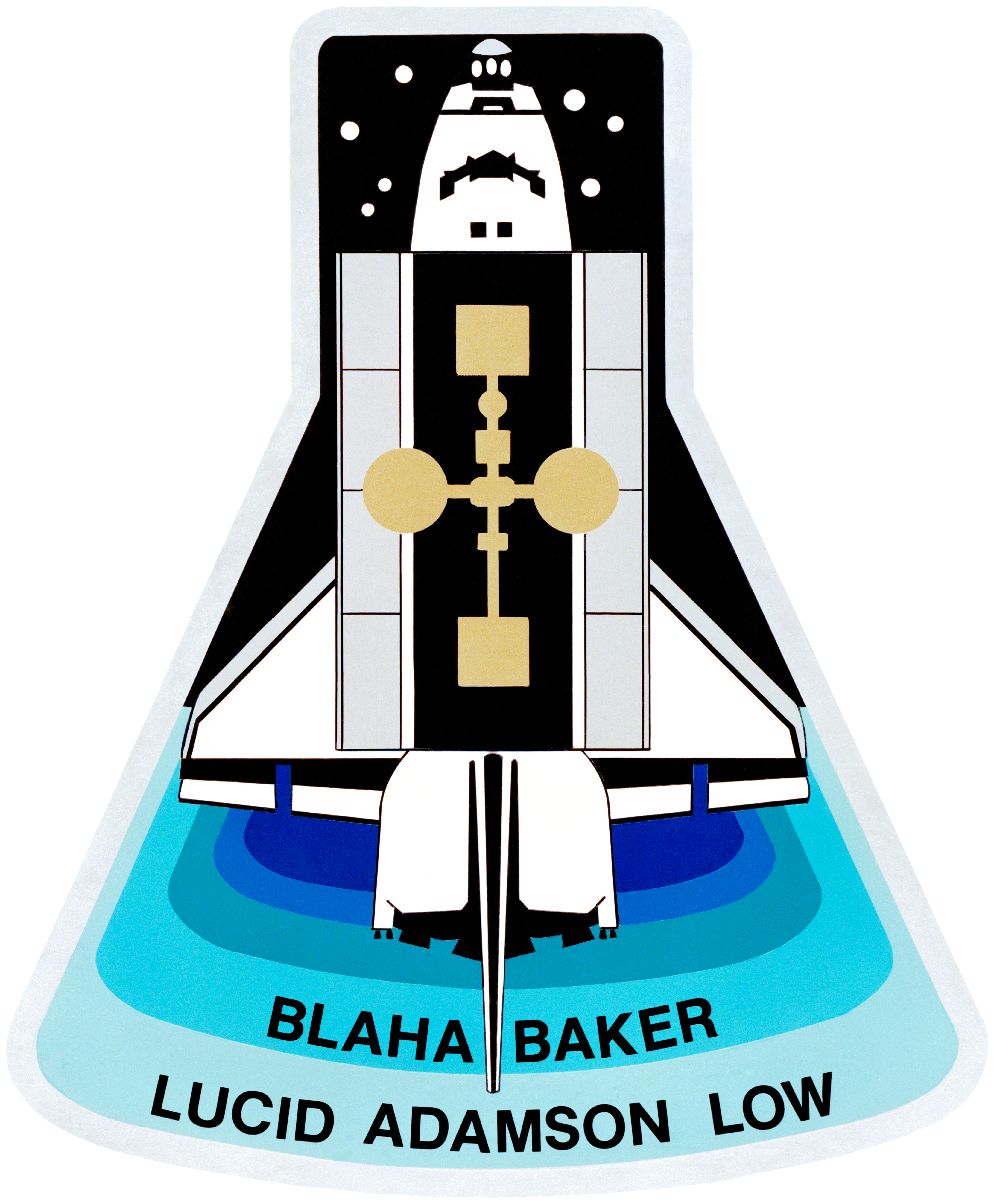
Misión STS-43
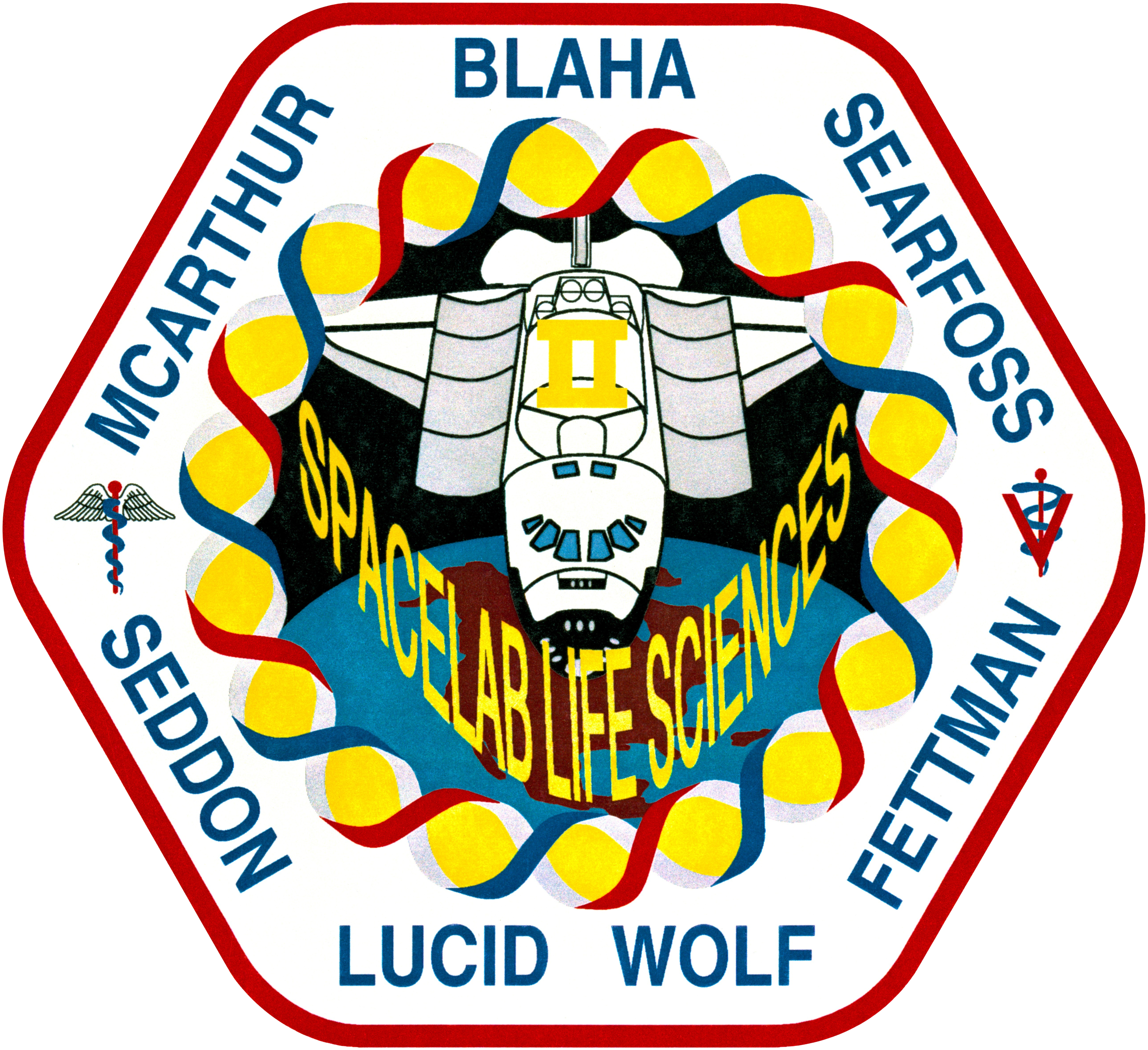
Misión STS-58
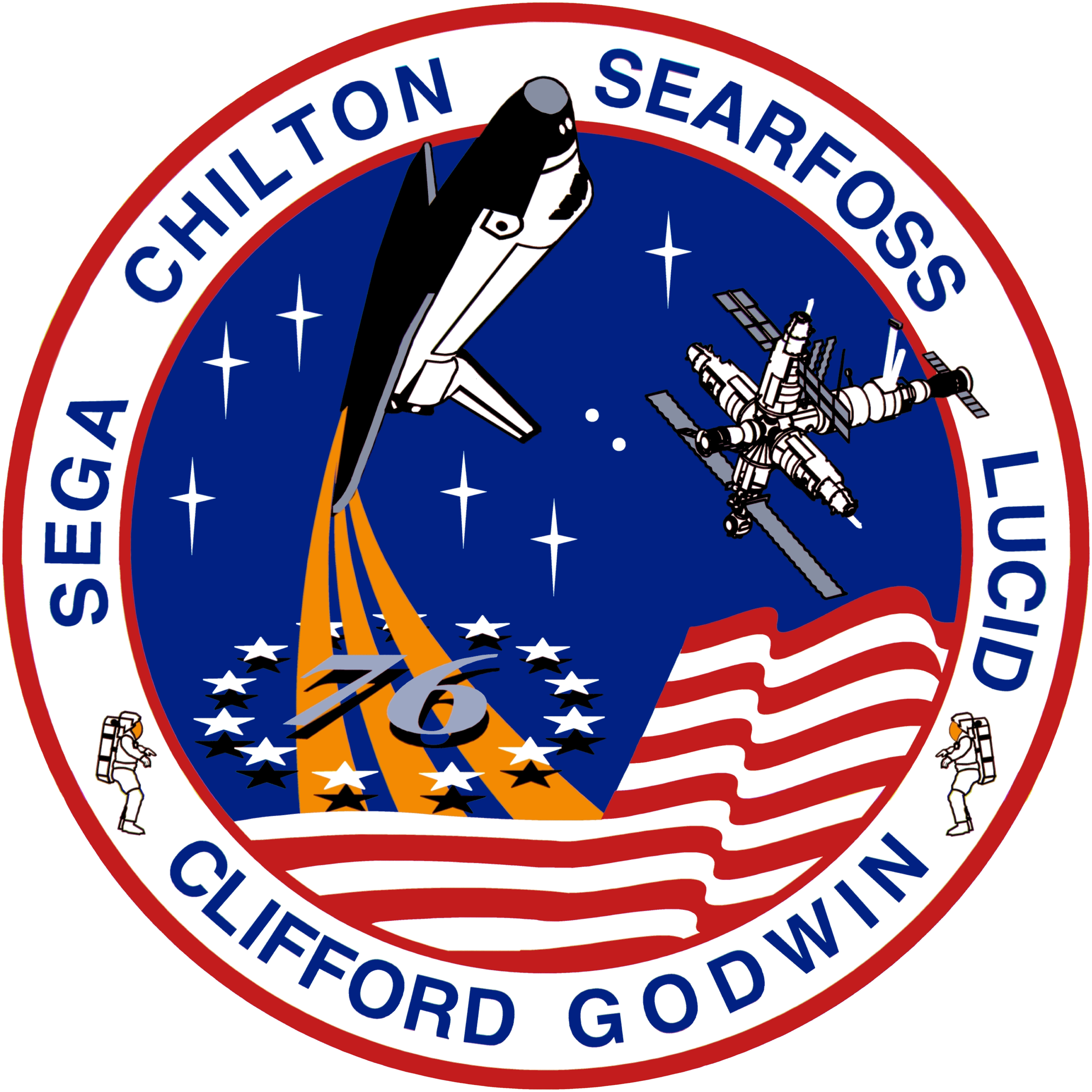
Misión STS-76
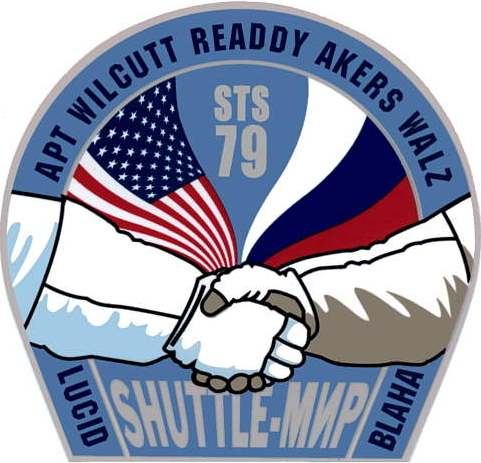
Misión STS-79